# 霍格
霍格（Hoag、Hogg）可能指：

## 人物
- 乔纳森·霍格，爱尔兰足球运动员
- 霍格 (香港天文台)（Frederick George Figg），第二任皇家香港天文台台長。

## 地名
- 霍格 (内布拉斯加州)

|  | 本页或本分段罗列了姓氏为「霍格」的人物。 如果是一个指代特定个人的内链将您引导到本页，請考慮修正該人物的名字以將链接指向正確的條目。 |